# Charmois-l’Orgueilleux
Charmois-l’Orgueilleux ist eine französische Gemeinde im Département Vosges in der Region Grand Est. Sie gehört zum Arrondissement Épinal und zum Gemeindeverband Agglomération d’Épinal.

## Geografie

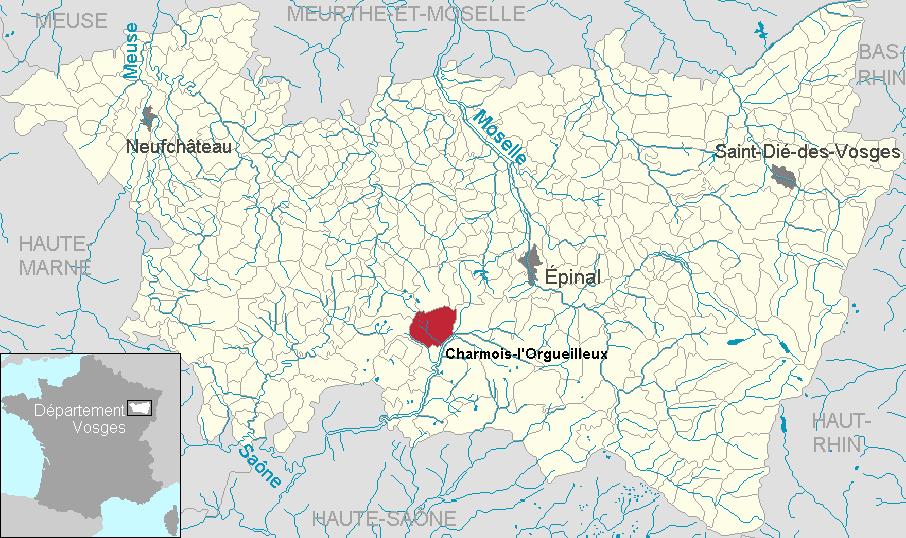
Lage der Gemeinde Charmois-l’Orgueilleux im Département Vosges

Die Gemeinde Charmois-l’Orgueilleux liegt durchschnittlich 340 Meter über dem Meer und erstreckt sich vom Tal des oberen Côney bis auf ein Hochplateau, das einen Abschnitt der Wasserscheide zwischen den Einzugsgebieten von Saône und Mosel bildet. Nur wenige Kilometer westlich der Gemeinde befindet sich die Saônequelle.
Das für lothringische Verhältnisse mit 35,92 km² sehr große, nahezu kreisrunde Gemeindegebiet umfasst neben dem Hauptort Charmois die Ortsteile La Neuve-Verrerie, Nobaimont, Reblangotte und Saucenot. Drei kleine Flussläufe (Reblangotte, Aurier und Francogney) entspringen an der Rhein-Rhône-Wasserscheide im Nordwesten der Gemeinde und fließen parallel in Richtung Südosten zum Flussbett des Côney, das vom Canal des Vosges eingenommen wird. Der alte Flusslauf des Côney bildet die südwestliche Gemeindegrenze. Charmois-l’Orgueilleux liegt in einem landwirtschaftlich genutzten Gebiet aus Acker- und Wiesenland. Von Nord über West nach Süd erstrecken sich sichelförmig um den Kernort herum ausgedehnte Wälder (Morampierre, Forêt du Ban d’Harol), deren Anteil am Gemeindeareal 2086 ha oder 57 % beträgt. Eichen und Buchen sind mit je einem Drittel die Hauptbaumarten im Bestand; ein Drittel teilen sich Tannen, Fichten, Kiefern und Douglasien.
Nachbargemeinden von Charmois-l’Orgueilleux sind Harol und Dommartin-aux-Bois im Norden, Uzemain im Osten, Xertigny und La Chapelle-aux-Bois im Südosten, Harsault im Süden, Vioménil im Westen sowie Escles im Nordwesten.

## Geschichte
Der Name der Gemeinde besteht aus den Teilen charme (deutsch = Hainbuche) und orgueil (deutsch = Stolz). Er steht vermutlich in Zusammenhang mit einem Wachturm der Templer, der oberhalb des Dorfes lag und mit Buchenhecken geschützt war. Eine andere Version nennt das keltische Wort org (= Hügel) im Zusammenhang mit -illeux, einem Suffix, der Vergrößerung / Vervielfachung anzeigt.
In der Zeit des Ancien Régime war Charmois-l’Orgueilleux Teil des Ban (Bann) d’Harol, der je zur Hälfte zum Herrschaftsgebiet der Herzöge von Lothringen und dem Kapitel von Remiremont gehörte. 1709 wurde eine erste Kirche errichtet, die dem (1793 zerstörten) Kapitel Poussay innerhalb des Bistums Toul unterstand.
1790 entstand die heutige Gemeinde aus bestehenden kleinen Siedlungen und Weilern. Sie hieß anfangs Charmois, ab 1801 Charmois-l’Orgueilleux.
Die auf über 1000 Einwohner angewachsene Gemeinde war der Grund, im 19. Jahrhundert eine neue Kirche zu bauen. Am 23. April 1829 wurde die Kirche Saint Léger geweiht, der Glockenturm mit drei Glocken wurde 1832 fertiggestellt.
An der Grenze zur Nachbargemeinde Uzemain entstand mit dem Bau des Canal des Vosges 1884 ein kleines Hafenbecken. Verschifft wurden damals hauptsächlich aus Sandstein gefertigte Schleifscheiben. Der Anlegeplatz hat heute für den Sportboot-Tourismus noch eine gewisse Bedeutung.
Im südwestlich des Dorfkerns gelegenen und von Wald umgebenen Weiler La Neuve-Verrerie bestand eine 1559 gegründete Glashütte, die – nach Unterbrechung durch den Dreißigjährigen Krieg – bis etwa 1850 Glasflaschen produzierte. Von dieser Glashütte ist nichts erhalten geblieben.

### Bevölkerungsentwicklung
Mit 584 Einwohnern (1. Januar 2022) gehört Charmois-l’Orgueilleux zu den mittelgroßen Gemeinden des Départements Vosges. Durch die große Fläche ist die Bevölkerungsdichte aber eine der niedrigsten in der Region. Der stetige Rückgang der Einwohnerzahl in den letzten 130 Jahren wurde ab den 1980er Jahren gestoppt.
| Jahr      | 1962 | 1968 | 1975 | 1982 | 1990 | 1999 | 2011 | 2021 |
| Einwohner | 463  | 534  | 532  | 521  | 557  | 618  | 588  | 585  |

Im Jahr 1866 wurde mit 1343 Bewohnern die bisher höchste Einwohnerzahl ermittelt. Die Zahlen basieren auf den Daten von cassini.ehess und INSEE.

## Sehenswürdigkeiten
- Kirche St. Leodegar (Église Saint-Léger) aus dem Jahr 1829
- Kapelle Notre-Dame-de-Miséricorde (Unserer Lieben Frau der Barmherzigkeit) im Ortsteil Neuve-Verrerie aus dem Jahr 1865

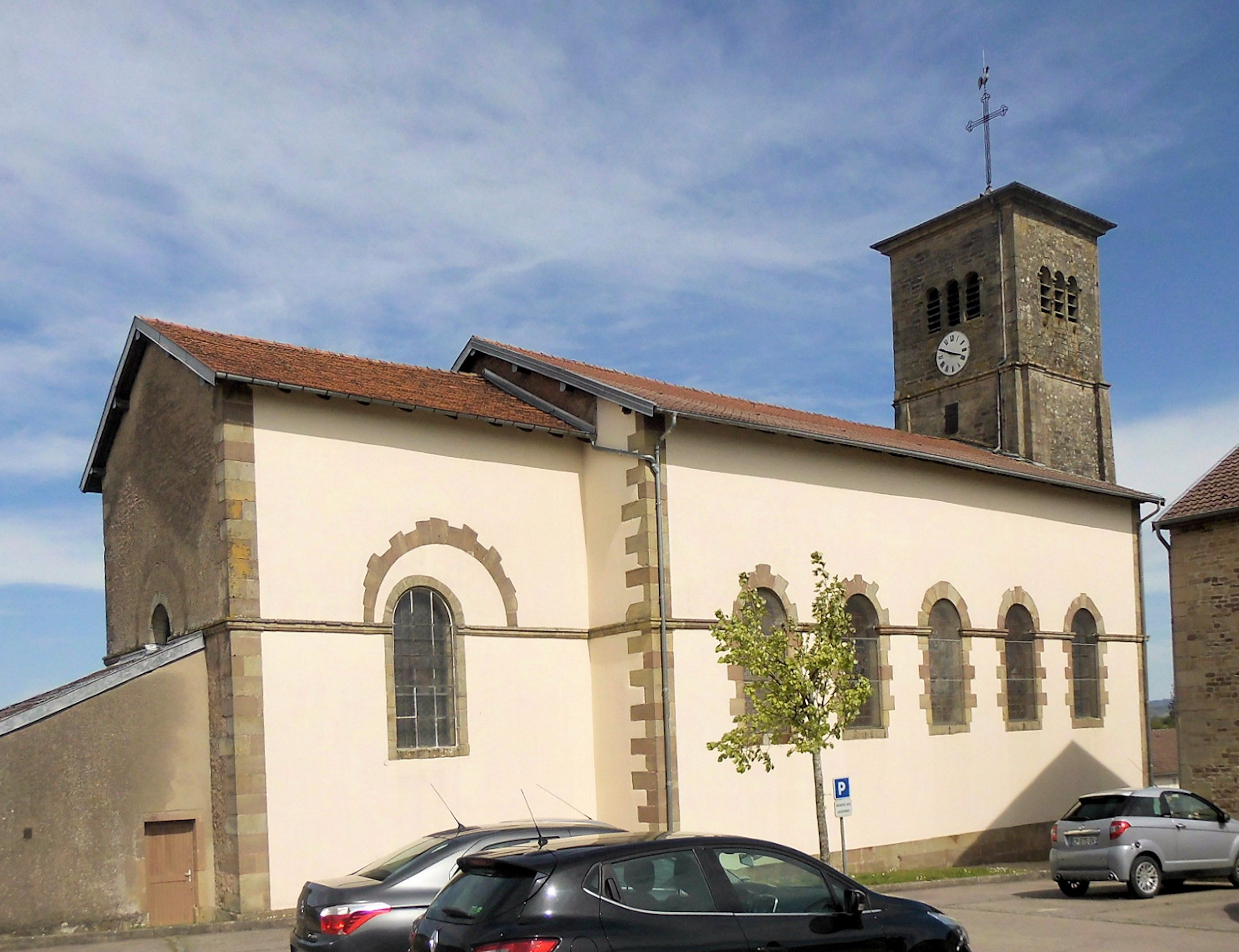
Kirche St. Leodegar
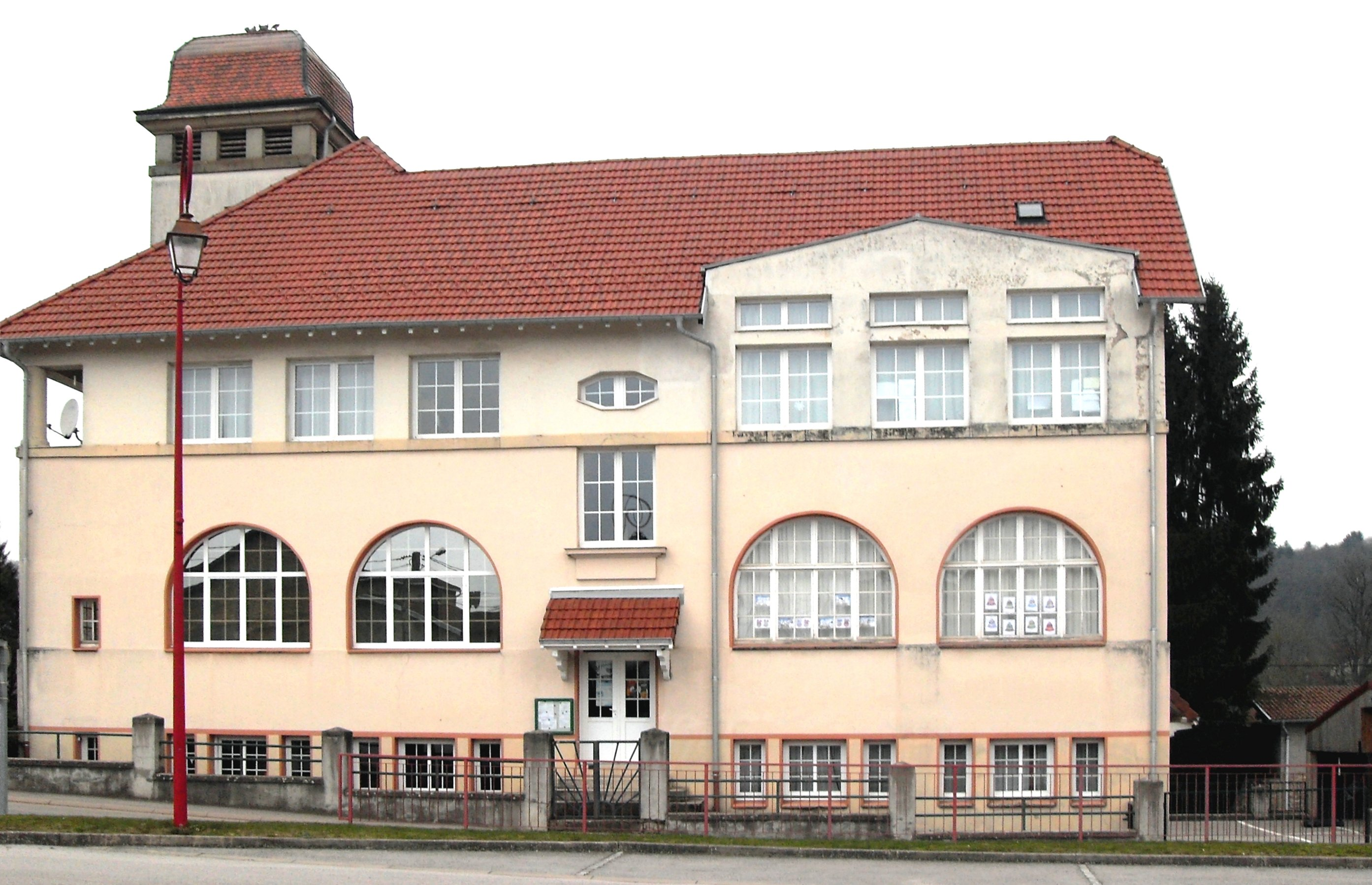
Rathaus- und Schulgebäude
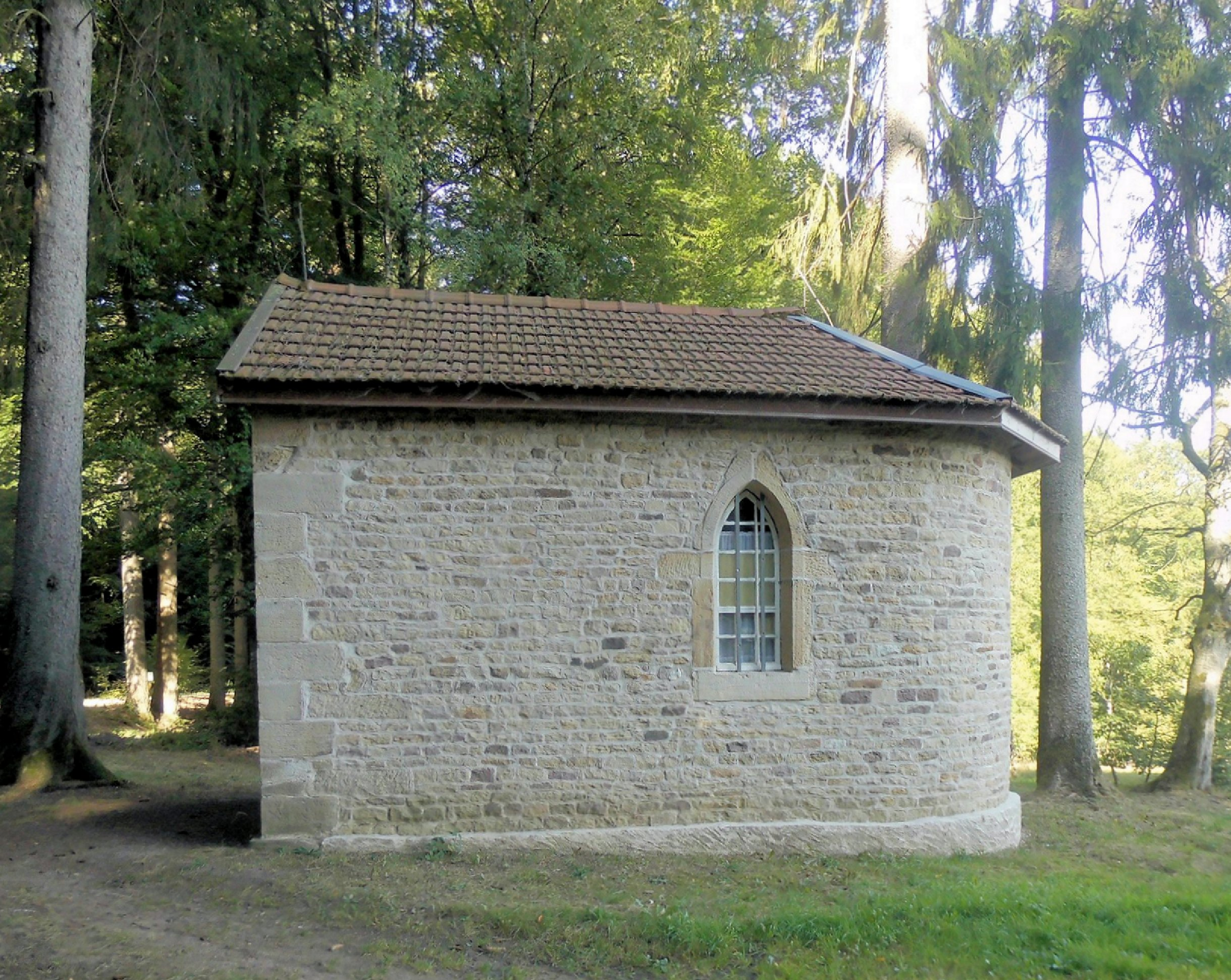
Kapelle Unserer Lieben Frau der Barmherzigkeit

## Wirtschaft und Infrastruktur
Charmois-l’Orgueilleux ist bis heute eine vorwiegend durch Ackerbau, Viehzucht und Waldwirtschaft geprägte Gemeinde. In der Gemeinde sind 25 Landwirtschaftsbetriebe ansässig (Gemüseanbau, Milchwirtschaft, Rinder- und Geflügelzucht). Daneben sind in der Gemeinde einige kleine Handwerks- und Dienstleistungsbetriebe ansässig. Einige Erwerbstätige pendeln in die umliegenden größeren Ortschaften Xertigny, Bains-les-Bains oder Épinal.
Die Gemeinde ist Grundschulstandort, ab der 6. Klasse besuchen die Schüler Schulen in Xertigny.
Die durch das Gemeindegebiet führende Straße D 3 / D 4 verbindet Charmois-l’Orgueilleux mit den Städten Épinal (20 km), Xertigny (15 km), Bains-les-Bains (16 km) und Mirecourt (27 km entfernt). Der nächste Bahnhof befindet sich in Xertigny an der Bahnlinie Nancy–Belfort, die von der TER Grand Est betrieben wird.

## Belege
1. ↑  Ortsname auf cassini.ehess.fr
2. ↑  vosges-archives.com: Archives communales de Charmois-L’Orgueilleux (1684-1978) (Memento vom 6. Januar 2016 im Internet Archive; PDF; 64 KB, französisch)
3. ↑  Charmois-l’Orgueilleux auf cassini.ehess
4. ↑  Charmois-l’Orgueilleux auf INSEE
5. ↑  Landwirtschaftsbetriebe auf annuaire-mairie.fr (französisch)